# 4. rang hrvatskog rukometnog prvenstva 2002./03.
Četvrti rang hrvatskog rukometnog prvenstva u sezoni 2002./03. je bio rang niže od Treće hrvatske rukometne lige.

## Ljestvice

### Županijska liga Zagreb - skupina B
```
 1. Maksimir Pastela Zagreb 	14 	14 	0 	0 	381-243 	28 	
 2. Ivanić II (Ivanić-Grad) 	14 	8 	1 	5 	254-235 	17 	
 3. Sveti Martin    	        14 	7 	1 	6 	310-286 	15 	
 4. Stančić 	                14 	7 	0 	7 	335-326 	14 	
 5. Dugo Selo II 	        14 	6 	2 	6 	218-268 	14 	
 6. Sloga Sveta Nedelja 	14 	5 	1 	8 	261-288 	11 	
 7. Slavijatrans II Petrinja 	14 	4 	1 	9 	288-308 	8 	
 8. Rudar II Rude 	        14 	0 	1 	13 	175-277 	0 	

```

## Poveznice
- 1. HRL 2002./03.
- 2. HRL 2002./03.
- 3. HRL 2002./03.
- Hrvatski kup 2002./03.